# RadioNyhederne
RadioNyhederne var en nyhedsudsendelse med nationalt og internationalt stof, der samsendtes på en række kommercielle lokalradioer. RadioNyhederne blev produceret af Radionet A/S, et datterselskab i Nordjyske-koncernen.
RadioNyhederne startede sine udsendelser i 2000 og brød dermed DR Radios monopol på landsdækkende nyheder. Udsendelserne, der var korte nyhedsopdateringer, sendtes hver time det meste af døgnet. Redaktionen havde til huse i Studiestræde i København og på Christiansborg. Redaktionen beskæftigede ved nedlukningen ti medarbejdere.
Blandt de stationer, der sendte RadioNyhederne var Hit FM-stationerne i Jylland, Radio Silkeborg, Radio Sydhavsøerne og Radio 3. RadioNyhederne blev 1. marts 2009, som led i en sparerunde i Nordjyske Medier, lukket ned som landsdækkende nyhedsprogram, men fortsatte som nyhedsprogram på ANR og Radio Aura.